# Disperis breviloba
Disperis breviloba là một loài thực vật có hoa trong họ Lan. Loài này được Verdc. mô tả khoa học đầu tiên năm 1977.